# Île Surette
L'île Surette est une île canadienne située dans le comté de Kent, au sud-est du Nouveau-Brunswick. Elle est située dans le havre de Cocagne. L'île a une superficie d'environ 0,04 kilomètre carré. L'île est comprise dans le village de Cocagne. Elle est accessible par une chaussée via la route 535. Plusieurs chalets y sont construits.